# جمهوری سوسیالیستی چکسلواکی
جمهوری سوسیالیستی چکسلواکی (زبان چکی/زبان اسلواکی: Československá)، رسماً جمهوری سوسیالیستی چکسلواک (زبان چکی/زبان اسلواکی: Československá socialistická republika, ČSSR) به دوره‌ای در چکسلواکی در حکومت کمونیستی اشاره دارد که از ۱۱ ژوئیه ۱۹۶۰ تا انقلاب مخملی در چکسلواکی ۱۹۸۹، که نام آن در ۲۳ آوریل ۱۹۹۰ عوض شد به طول انجامید. این دولت دولت اقماری اتحاد جماهیر سوسیالیستی شوروی دانسته می‌شد.